# 東京スター銀行
株式会社東京スター銀行（とうきょうスターぎんこう、英称：The Tokyo Star Bank, Limited）は、東京都港区赤坂に本店を置く第二地方銀行である。
台湾の中国信託商業銀行 (CTBC) グループに属する。

## 概要
1999年（平成11年）6月に経営破綻した第二地方銀行である株式会社東京相和銀行の営業を譲り受けることを目的として新たに免許を受けた銀行で、2001年（平成13年）に東京相和銀行から譲受して営業を開始。一般社団法人第二地方銀行協会の加盟資格にある「会員から営業を譲り受ける目的で新たに免許を受けた銀行」として現存する唯一の銀行である。
日本初24時間稼働のATMとテレホンバンキングなどで認知された東京相和銀行の一部店舗を大幅改装するほか、「ファイナンシャル・ラウンジ」の新規出店など、全国主要都市を中心に順次展開した。高利回りの円定期預金、預金連動型住宅ローン、カードローン、外貨預金、投資信託・年金保険など、リテールに特化したサービスの提供で業容を拡大している。
当初は、アメリカのバイアウトファンド企業であるローンスターが組成したベルギー籍の株式合資会社形態のファンドを通じて筆頭株主として積極的な支援を行い、東京信用組合、東京中央信用組合、千葉県商工信用組合、中部銀行の営業の全て若しくは一部を譲り受け、東京スター銀行に継承させた。この他、西友のノンバンクで1990年代からの多額の不良債権により破綻状態であった「東京シティファイナンス (TCF)」グループ3社、りそなショックに伴うリストラ策でりそなグループの「総合住宅ローン」を買収、これらを統合し「TSBキャピタル（現・東京スター・ビジネス・ファイナンス）」を発足させた。
2007年（平成19年）12月、アドバンテッジ パートナーズ (AP) がサービスを提供するファンドによる、東京スター銀行の買収が発表された。APがサービスを提供する、ケイマン諸島籍の4つの特別目的会社形態の投資ファンドを通じて同行の株式1株あたり36万円で株式公開買い付け (TOB) を実施すると発表した。ローンスターがTOBに応じ、更に定款変更による全部取得条項付与によりアドバンテッジ パートナーズがサービスを提供するファンドが東京スター銀行を完全子会社化する事とした。これに伴い、東京スター銀行は2008年（平成20年）7月27日に東京証券取引所を上場廃止になった。
APがサービスを提供するファンドによる買収資金の一部は、新生銀行やあおぞら銀行などとローンスターからの融資で賄い、傘下のファンドが保有する東京スター銀行の株式配当を返済資金の原資とする契約であったとされた。世界金融危機の影響で赤字決算が続き配当が低迷してファンドは利払が困難となり、2011年（平成23年）1月にAPがサービスを提供するファンドは買収資金を融資した銀行団へ債務不履行を通告した。ローンスターや新生銀行を始めとする融資先が組成した特別目的会社「シャイニング・スター合同会社」と「アライド・ホールディングス合同会社」は、APの所有する投資ファンド全株式を取得して最大融資元のローンスターが再度筆頭株主になった。
2013年（平成25年）7月、台湾大手の中国信託商業銀行がほぼ全ての株式を520億円で買収することで主要株主と大筋で合意したと『日本経済新聞』などが報じ、同年10月31日正式に発表した。2014年6月2日に中国信託商業銀は、金融庁から買収の認可を得た。

## 沿革
- 2001年（平成13年）
  - 5月14日 - 銀行業及び担保附社債に関する信託事業の免許を受ける。
  - 6月11日 - 会社設立。同時に東京相和銀行から営業を譲り受け、営業開始。
- 2002年（平成14年）
  - 7月15日 - 東京信用組合から全3店舗の営業を譲り受ける。
  - 7月22日 - 東京中央信用組合から全6店舗の営業を譲り受ける（事業譲渡契約締結日は3月14日付け[13]）。
  - 8月19日 - 千葉県商工信用組合から営業の一部（8店舗）を譲り受ける。
- 2003年（平成15年）3月3日 - 日本承継銀行から中部銀行の営業の一部を譲り受ける。
- 2004年（平成16年）
  - 5月 - 富士通と提携でリースバックにより、同行ATMによる他金融機関の出金手数料（平日日中及び土曜日中）を無料化（ゆうちょ銀行など、一部提携金融機関は除く）。
  - 6月18日 - 関西地区初の支店となる大阪支店が大阪市北区曾根崎に開設される。
- 2005年（平成17年）
  - 2月14日 - 本店営業部名古屋出張所を開設し、東海地区に進出[† 5]。
  - 10月3日 - 本店営業部福岡出張所を開設し、九州地区に進出[† 5]。
  - 10月25日 - 東京証券取引所一部に上場。
- 2006年（平成18年）
  - 2月28日 - サークルKサンクスとの間でATMサービス「ゼロバンク」設置に関する提携に基本合意[14]。7月19日以降、東京都内のサークルKサンクスの3店舗を皮切りに、同行エリア内（東京都・神奈川県・千葉県・埼玉県）に順次展開。
  - 7月26日 - OMCカードと銀行ATM展開で提携。8月9日からダイエーグループの2店舗に設置し、サービス開始。2006年（平成18年）12月末を目処に沖縄を除く全国に約400台あるOMCカードのCD機を一部撤去された店舗を除いて同行ATM機へ置き換えた。
  - 11月27日 - 東北地方初の支店となる仙台支店（仙台支店ファイナンシャル・ラウンジ）を、仙台市青葉区のクリスロード沿いに開設。
- 2008年（平成20年）
  - 2月4日 - 東京証券取引所が東京スター銀行の株式を監理ポストに割り当て。この日、2月5日から国内の投資ファンドアドバンテッジ パートナーズが株式公開買い付け (TOB) を実施し、発行済株式と新株予約権の全ての取得を目指すことを発表したが、これが東証の上場廃止基準に該当する恐れが出たため。
  - 3月3日 - 北海道初の支店、札幌支店ファイナンシャル・ラウンジを開設（空中店舗）。北海道への銀行支店の進出は、シティバンク、エヌ・エイ（現在は、SMBC信託銀行のプレスティア部門が同店舗を継承）の札幌支店以来9年ぶり。
  - 6月26日 - アドバンテッジ パートナーズがサービスを提供するファンドによる全株取得が株主総会で議決、承認される。
  - 7月27日 - 上場廃止。
- 2009年（平成21年）5月20日 - 中国地方初の支店となる広島支店ファイナンシャル・ラウンジを開設。
- 2011年（平成23年）
  - 4月1日 - 仙台支店ファイナンシャル・ラウンジを、仙台トラストタワー5Fへ移転し、空中店舗化。
  - 6月 - アドバンテッジ パートナーズがサービスを提供するファンドが所有する全株式を、ローンスター・新生銀行他が出資する特別目的会社へ譲渡。
  - 6月20日 - 本店および本店営業部、本店ファイナンシャル・ラウンジを港区赤坂一丁目より同二丁目の赤坂スターゲートプラザへ移転。
- 2012年（平成24年）
  - 2月2日 - サークルKサンクスとの提携契約期間満了により、2012年夏以降首都圏でのゼロバンクATMサービスを順次終了することを発表[15]。2012年12月までに同行管理のゼロバンクのサービスを終了。
  - 10月1日 - ICキャッシュカードの発行を開始。今後発行するカード(再発行含む)は、全てICチップ付きのタイプとなった。
- 2013年（平成25年）10月31日 - 台湾大手の中国信託商業銀行がほぼ全ての株式を520億円で買収すると正式に発表。
- 2014年（平成26年）6月2日 - 金融庁から中国信託商業銀が同日付で買収の認可を得る。
- 2015年（平成27年）
  - 5月6日 - 勘定系システムをリプレース[16]。
  - 9月14日 - 約6年振りの新規出店として関西地区では3拠点目となる梅田支店ファイナンシャル・ラウンジを開設[17]。
- 2023年（令和5年）　12月18日 - 熊本オフィスを開設[18][19]。
- 2024年（令和6年）
  - 3月28日 - 店舗外ATMの稼働をすべて終了。
  - 5月20日 - 本店ファイナンシャル・ラウンジを除くすべての拠点の窓口での現金取扱終了を完了予定。

## グループ会社
- 株式会社東京スター・ビジネス・ファイナンス

## 店舗
多くの支店にファイナンシャル・ラウンジを併設し、通常の銀行と異なり、多くの支店が15時以降も営業した。のちに営業戦略を見直して支店・ファイナンシャル・ラウンジの営業時間は全店平日15時までとした。このほか相談窓口のみの店舗は、「支店」でなく「アドバイザリープラザ」の名称で展開していたが、2021年（令和3年）4月に近隣店舗へ集約した。
他行と同様、これまでに多くの支店を廃止して支店統合をしている。詳細は支店の統合情報を参照。最初は浅草支店（支店番号：109）を廃止した。2001年6月に東京スター銀行の開業と同時に設置されるも、12月14日に開業から僅か半年で閉店している。このため、浅草支店が存在したことを知っている顧客は少ない。伊豆大島（東京都大島町）に支店を置いていた。人口が8500人程の大島町に存在していた理由として、中部銀行大島支店が存在し、譲渡時に島内唯一の第二地方銀行であったことから、しばらくは引き継がれたが、後に2009年（平成21年）6月19日の営業をもって窓口・ATMともに廃止された。業務は本店営業部（本店ファイナンシャル・ラウンジ）が継承した。このほか札幌、仙台、広島、福岡店など広域展開を図ったが営業戦略を見直し、2021年10月までにそれら店舗は本店営業部や梅田支店に集約とした。
統廃合が進捗し、第二地方銀行の中で長崎銀行に次いで全国で2番目に実体支店数が少なく、本店営業部を含めて14店舗しかない（通常の営業を行わない熊本オフィスを除く）。
2021年に福岡支店が大阪府（梅田支店）に移転して以降拠点が無かった九州で2年ぶりに新たな拠点を設けることを、2023年（令和5年）11月に発表した。台湾の半導体製造企業である台湾積体電路製造 (TSMC) が進出する予定の熊本市内にオフィスを開設する予定としており、2023年12月18日にJR熊本白川ビル5階に熊本オフィスを開設し、TSMCを含む台湾企業の駐在員に対して、預金口座の開設や住宅ローンなどの金融サービスを提供するとしている。
2024年（令和6年）3月18日から本店を除く13拠点30カ店を順次、キャッシュレス化し、窓口の現金取り扱いを終了する。同行は「コスト削減によりユニークな商品・サービスの提供を充実し、顧客還元を強化したい」とコメントしている。

## ATM

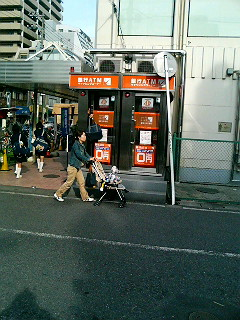
東京スター銀行のATM

営業上の特色として、自行ATMによる提携金融機関のキャッシュカードの取扱手数料を原則無料としている点が挙げられる。ただしこれは、手数料を徴収しないのではなく、通常は顧客（利用者）と提携行に対して折半して請求される手数料を提携行へのみ請求することで実現した。「利用者手数料無料」のビジネスモデルはATM機器業界第3位の富士通フロンテックを傘下に持つ富士通の提案で、ATM管理を全て富士通へアウトソーシングして運営コストを低減し、富士通もATMのアウトソーシングソリューションを宣伝する格好の材料と見込んでいたと報じられている。
この施策について、自行ATMの利用者を増やすことで提携行から徴収する手数料をATMの運営費用に充てる東京スター銀行の手法に不満を持った三菱東京UFJ銀行 (BTMU) が2008年（平成20年）11月4日から東京スター銀行との間のATM・CDオンライン提携契約を解約する事態となり、東京スター銀行のATMではBTMUのキャッシュカードが利用できなくなった。このBTMUの方針に対して、逆に東京スター銀行は、BTMUがMICSの規約に違反しているとして、BTMUに対してATM・CD提携の再開と損害賠償を求める訴訟を提起する事態となっている。BTMUとの訴訟は、一審の東京地方裁判所（福井章代裁判長）ではBTMU側が東京スター側に支払う銀行間手数料が著しく不均衡であったこと、銀行間手数料引き下げについて2年以上協議が行われた上での解約であることから「（BTMUの措置は）不誠実な対応とは言えず解約は有効」として東京スター銀行の請求を棄却する判決が下され、東京スター銀行が東京高等裁判所に控訴していたが、2011年12月21日にATM提携再開に向けた協議を開始することなどを骨子とした和解が成立し、控訴を取り下げている。しかし、その後の進展がないまま、後述の通り東京スター銀行のATM自体がすべて稼働を終了している。
2006年からサークルKサンクスとの提携によりコンビニATM「ゼロバンク」（ゼロバンクも東京スター銀行と同様に取扱手数料が特徴）を展開していたが、同行側が契約更新を行わなかったことに伴って、2012年の7月から12月にかけて順次撤去され、BankTimeへ置換した。2014年1月に店舗内ATMを富士通FACT-V model 10からFACT-V X200へ更新た。
2020年9月に、店舗内ATMをセブン銀行ATMに置き換えることを発表した。店舗外ATMは従前通り。東京スター銀行本支店で三菱UFJ銀行のキャッシュカードによる取引が実質的に再開されるが、セブン銀行に準じた取引手数料が適用される事によりそれまで無料で利用可能だった提携金融機関のキャッシュカードによる取引が一部機関を除き実質有料化されることになり、鹿児島銀行、みずほ信託銀行、高知信用金庫、一部信用組合に至っては取引自体が不可になった。東京スター銀行店舗外のセブン銀行ATMではスターワン口座のキャッシュカードによる取引でも取扱手数料がかかる（月8回までは翌月キャッシュバック）。

### 設置箇所
東京スター銀行の自行ATMは前述の提携金融機関利用手数料無料化や、流通系カード会社をはじめとする各金融機関・企業などとの積極的な提携などにより自行が店舗展開していないエリアにも設置され、2017年時点では全国約1000箇所に設置されていたが、その後のATM統廃合などにより2023年（令和5年）5月31日現在、沖縄県などを除く42都道府県の388箇所にATMが展開されている。先述のとおり、本店・支店・出張所に設置されているATMは2020年9月から11月にかけてセブン銀行ATMに置き換えられるか、一部店舗に設置のATMは撤去された。
窓口の現金取り扱いを終了し、店舗外設置のATMも2024年3月28日までにすべて稼働停止した。

## おもな商品

### スターワン口座
個人顧客向け口座で、決済用預金の扱いは不可。貯蓄預金もセット不可。
一つの口座を申し込むことで、総合口座に外貨預金やインターネットバンキング、テレホンバンキングが全てセットになっている商品である。
本来は月額1050円の口座維持手数料を徴収する口座だが、手数料は廃止された。

### 貯蓄三昧
従来型の通帳のある総合口座。普通預金、貯蓄預金、定期預金が1冊の通帳で利用可能。別途申込によって、インターネットバンキングやテレホンバンキングの利用も可能。なお、普通預金は、スターワン口座と異なり決済性預金としての利用も可能。
2013年2月8日に新規利用を停止した。

### バンクベスト
カードローンなどの他銀行での無担保融資や、クレジットカード・消費者金融の無担保ローン・キャッシングの借り換え・一本化（「おまとめ」と表記）に使途を特化した証書貸付（証書ローン）で、「銀行によるおまとめローン」の趨りとなる商品である。2003年（平成15年）から取扱を開始した。
当初は自宅を抵当権（順位は住宅ローン以下）設定する有担保型ローンであったが、2006年（平成18年）頃よりTSBキャピタルの信用保証による無担保融資となったため、自家保有者以外でも申込できるようになった。申込にあたっては、審査の結果次第で融資額が決定される。

### スターワン住宅ローン
日本初の預金連動型住宅ローンで、普通預金の残高と同額分までのローン残高には金利がかからないのが大きな特徴で、繰上げ返済とほぼ同様の支払利息縮減効果が見込める。ローン残高が預金残高より多い場合、その預金に対する金利は発生しないが、外貨普通貯金と組み合わせた場合は、ローン残高に関係なく金利を受け取ることが可能。
2014年4月に一時募集を停止したが、商品性を改めて2016年7月より募集を再開した。従来は預金残高がローン残高を上回った場合ローン部分が無利息となっていたが、再開後はローン残高の70%を超える部分は無利息の対象外となった。
通常の住宅ローンで繰り上げ返済を行うとローン残高が減少するため、所得税の住宅ローン控除額も減少してしまう。スターワン住宅ローンでは、預金残高分は無利息となるが税務上見かけのローン残高は減少しないため、納税者側にとってかなり都合の良いローンと言える。
このシステムが導入されて特許申請を行って以降、他行からかなりの数の導入希望があったが、東京スター銀行はそれを拒否し、独自性を守った。
2022年1月、新規申込受付を停止した。

### 充実人生
高齢者が、自宅を担保に融資を受けるリバースモーゲージ。

### スター不動産担保ローン
変動金利と固定金利で提供される、不動産を担保にしたローン商品となる。借り入れた資金の利用目的が幅広く認められていることが利点である。また、借入の利息は各種の条件が決まるが変動金利の場合、年率 0.85% - 6.35% （2024年5月1日現在）となる。借入期間は一年以上で、借入額は100万円からとなる。利用する際、全てネットで完結できるため、近くに店舗がない場合でも利用できる。教育資金の確保や、他の借り入れをまとめて返済するなど、保有する不動産を活用して資金を融通することができる。
スター不動産担保ローンの商品ページはこちらから

## ギャラリー

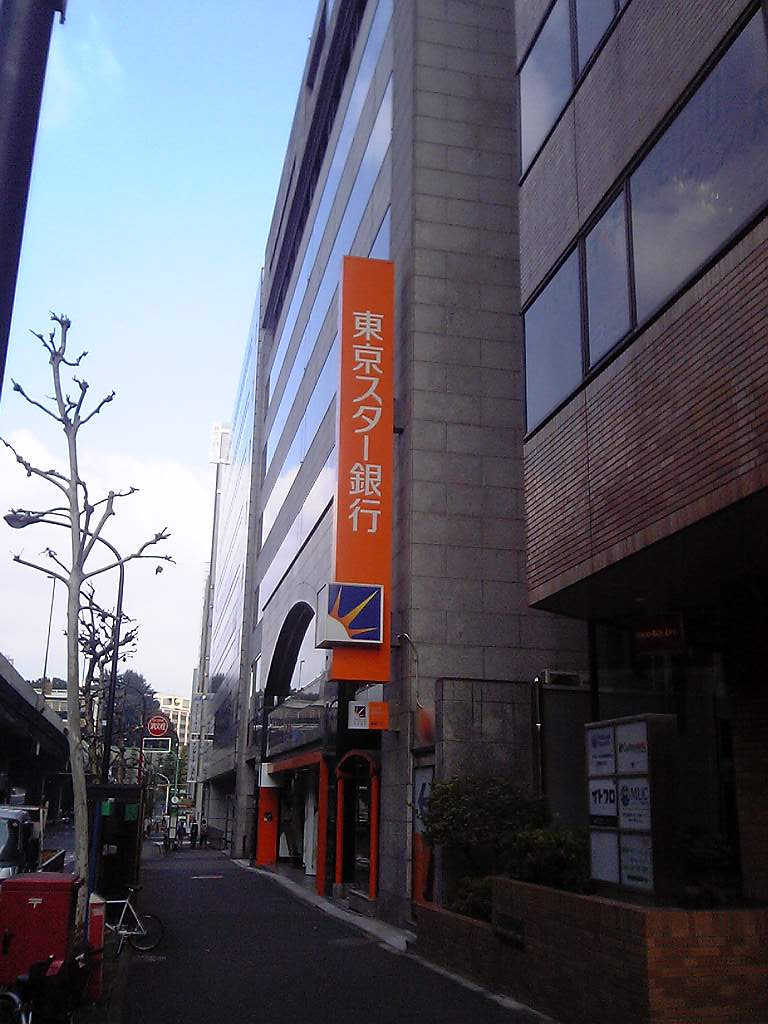
旧本店 （2009年10月31日）

- 旧本店
（2009年10月31日）

## 提供番組
ラジオ
- 森本毅郎・スタンバイ!（TBSラジオ）
- おはようパーソナリティ道上洋三です - ABCラジオで平日7時台のABCニュースのコーナースポンサー。
- ありがとう浜村淳です - MBSラジオで平日9時台のスポンサー。
- ラジオビバリー昼ズ - ニッポン放送で平日11:40ごろからの口の減らない奴のコーナースポンサー。